# ذراع سقم

تعديل مصدري - تعديل

ذراع سقم هي إحدى قرى عزلة سباح بمديرية سباح التابعة لمحافظة أبين، بلغ تعداد سكانها 99 نسمة حسب تعداد اليمن لعام 2004.